# Indy Japan 300 2007
Indy Japan 300 2007 var den fjärde deltävlingen i IndyCar Series 2007. Racet kördes den 21 april på Twin Ring Motegi i Japan. Tony Kanaan tog sin första seger för säsongen, medan Dan Wheldon slutade tvåa och tog över mästerskapsledningen, med Kanaan i släptåg. Tidigare mästerskapsledaren Scott Dixon blev fyra bakom Dario Franchitti och hängde på toppduon.

## Slutresultat
| Plats | Förare            | Team                     | Grid | Kvaltid |
| ----- | ----------------- | ------------------------ | ---- | ------- |
| 1     | Tony Kanaan       | Andretti Green Racing    | 3    | 26,721  |
| 2     | Dan Wheldon       | Chip Ganassi Racing      | 2    | 26,674  |
| 3     | Dario Franchitti  | Andretti Green Racing    | 7    | 26,860  |
| 4     | Scott Dixon       | Chip Ganassi Racing      | 6    | 26,851  |
| 5     | Sam Hornish Jr.   | Team Penske              | 5    | 26,849  |
| 6     | Scott Sharp       | Rahal Letterman Racing   | 12   | 27,003  |
| 7     | Hélio Castroneves | Team Penske              | 1    | 26,641  |
| 8     | Jeff Simmons      | Rahal Letterman Racing   | 17   | 27,417  |
| 9     | Tomas Scheckter   | Vision Racing            | 8    | 26,877  |
| 10    | Buddy Rice        | Dreyer & Reinbold Racing | 11   | 26,994  |
| 11    | Danica Patrick    | Andretti Green Racing    | 4    | 26,788  |
| 12    | Darren Manning    | A.J. Foyt Enterprises    | 18   | 27,434  |
| 13    | A.J. Foyt IV      | Vision Racing            | 14   | 27,075  |
| 14    | Sarah Fisher      | Dreyer & Reinbold Racing | 15   | 27,106  |
| 15    | Ed Carpenter      | Vision Racing            | 16   | 27,137  |
| 16    | Marco Andretti    | Andretti Green Racing    | 10   | 26,938  |
| 17    | Vitor Meira       | Panther Racing           | 13   | 27,052  |
| 18    | Kosuke Matsuura   | Panther Racing           | 9    | 26,937  |